# Business Roundtable

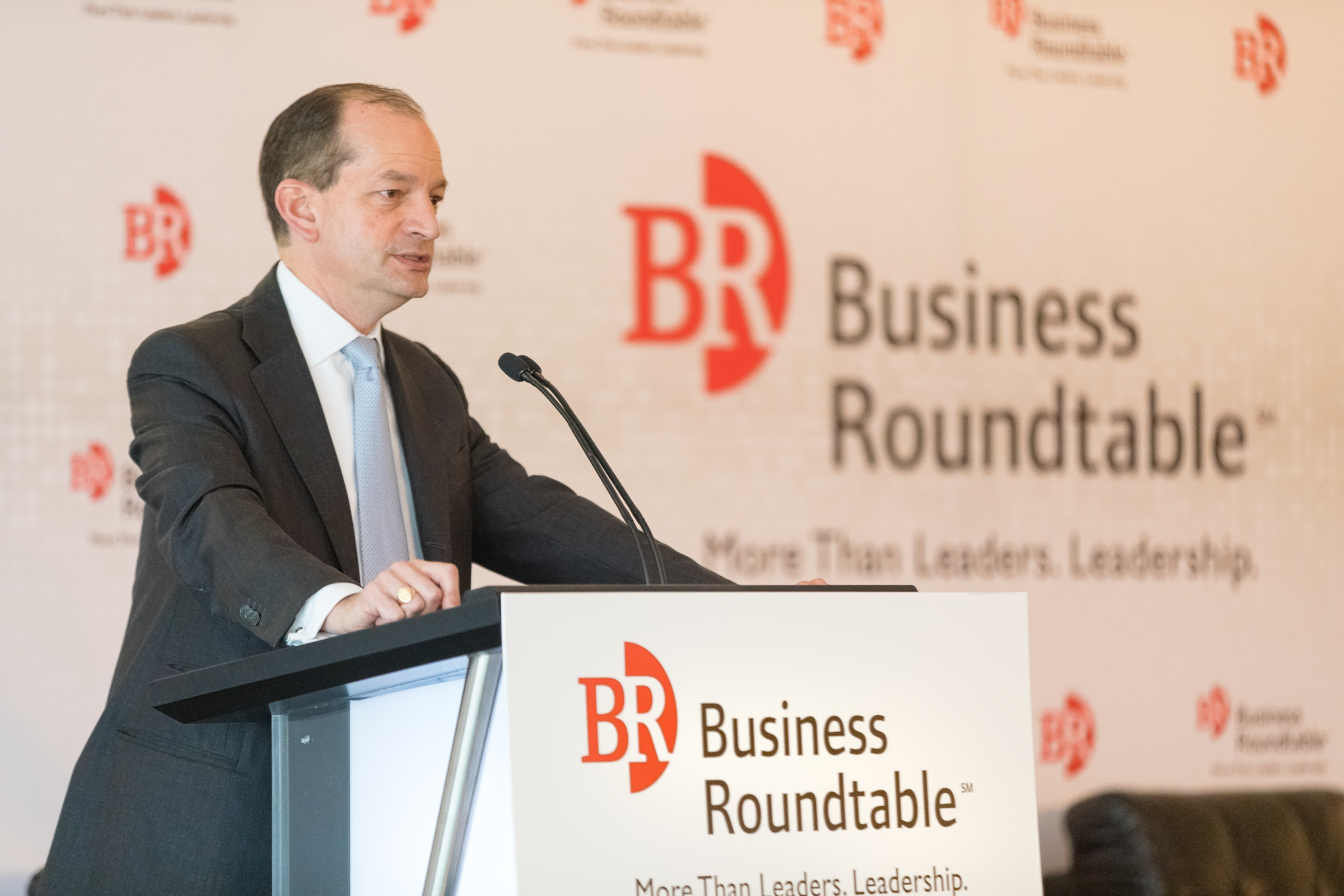
USA:s dåvarande arbetsmarknadsminister Alexander Acosta håller ett tal på Business Roundtables event "Work In Progress How CEOs Are Helping Close America's Skills Gap", den 7 juni 2017.

Business Roundtable (BRT) är en amerikansk politisk intresseorganisation för verkställande direktörer i de 232 största bolagen i USA.
År 2022 hade intresseorganisationens medlemsföretag en total omsättning på tio biljoner amerikanska dollar och dessa hade också tillsammans fler än 37 miljoner anställda.

## Historik
Organisationen bildades 1972 av John Harper (Alcoa) och Fred J. Borch (General Electric) i syfte att arbeta för att företag skulle få mer inflytande på beslutsfattarna i Washington, D.C.

## Ledare

### Styrelsen
| Position   | Namn                    | Företag                       |
| ---------- | ----------------------- | ----------------------------- |
| Ordförande | Chuck Robbins           | Cisco Systems                 |
| Ledamöter  | Mary Barra              | General Motors                |
|            | Brendan Bechtel         | Bechtel                       |
|            | Calvin Butler           | Exelon                        |
|            | Tim Cook                | Apple                         |
|            | Mark J. Costa           | Eastman Chemical Company      |
|            | Ted Decker              | Home Depot                    |
|            | Jamie Dimon             | J.P. Morgan Chase             |
|            | Thasunda Brown Duckett  | TIAA                          |
|            | Beth Ford               | Land O'Lakes                  |
|            | Jane Fraser             | Citi                          |
|            | Adena Friedman          | Nasdaq                        |
|            | Chris Kastner           | Huntington Ingalls Industries |
|            | Scott Kirby             | United Airlines               |
|            | Ramon Laguarta          | Pepsico                       |
|            | Ryan Lance              | Conoco Phillips               |
|            | Hal Lawton              | Tractor Supply Company        |
|            | Judy Marks              | Otis Worldwide                |
|            | Doug McMillon           | Walmart                       |
|            | Jon R. Moeller          | Procter & Gamble              |
|            | Blake Moret             | Rockwell Automation           |
|            | Christopher J. Nassetta | Hilton Hotels                 |
|            | David A. Ricks          | Eli Lilly and Company         |
|            | Jennifer Rumsey         | Cummins                       |
|            | Alan D. Schnitzer       | The Travelers Companies       |
|            | Stephen J. Squeri       | American Express              |
|            | Raj Subramaniam         | Fedex                         |
| VD         | Joshua Bolten           |                               |

### Ordförande
Lista över personer som har varit ordförande för BRT.
| - W.B. Murphy (Campbell Soup), 1972–1973 - John Harper (Alcoa), 1973–1976 - Irving Shapiro (Dupont), 1976–1978 - Thomas Murphy (General Motors), 1978–1980 - Clifton Garvin (Exxon Corporation), 1980–1982 - Ruben Mettler (TRW), 1982–1984 - Robert Beck (Prudential Insurance Company of America), 1984–1986 - Roger B. Smith (General Motors), 1986–1988 - Edmund T. Pratt, Jr. (Pfizer), 1988–1990 - Drew Lewis (Union Pacific), 1990–1992 - John D. Ong (BF Goodrich), 1992–1994 - John W. Snow (CSX), 1994–1996 - Donald V. Fites (Caterpillar), 1996–1998 - Dana G. Mead (Tenneco), 1998–1999 | - Robert N. Burt (FMC Corporation), 1999–2001 - John T. Dillon (International Paper), 2001–2003 - Philip M. Condit (Boeing), 2003 - Henry A. McKinnell (Pfizer), 2003–2006 - Harold McGraw III (McGraw Hill), 2006–2009 - Ivan Seidenberg (Verizon), 2009–2011 - James McNerney (Boeing), 2011–2013 - Randall Stephenson (AT&T), 2014–2015 - Doug Oberhelman (Caterpillar), 2016 - Jamie Dimon (J.P. Morgan Chase), 2017–2019 - Doug McMillon (Walmart), 2020–2021 - Mary Barra (General Motors), 2022–2024 - Chuck Robbins (Cisco Systems), 2024– |

### President/VD
Ett urval av personer som har varit president och/alternativt VD för BRT.
- John Engler, 2010–2017
- Joshua Bolten, 2017–